# Arctic Cat
Arctic Cat est un producteur de véhicules tout-terrain de type quad et de motoneiges basé à Thief River Falls au Minnesota. C’est un des quatre producteurs de motoneiges, produisant une bonne partie des véhicules d'un marché annuel mondial d'environ 200 000 unités. 

## Histoire
David Johnson, Edgar Hetteen et Allan Hetteen étaient partenaires dans la compagnie Hetteen Hoist and Derrick Shop de Roseau au Minnesota qui devint Polaris et qui fut la première à produire une motoneige en série. 
Edgar Hetteen quitte la compagnie en juin 1960 pour fonder Polar Manufacturing à Thief River Falls qui devient plus tard Arctic Enterprises. Cette dernière commence à produire des motoneiges, la Arctic Cat, la même année. La compagnie achète ensuite des manufacturiers de hors-bords comme Spirit Marine, Silver Line, Larson et Lund pour se diversifier. Spirit Marine produit la première motomarine en '1978.
Après un hiver très doux en 1980, la surproduction de motoneiges force l'entreprise à diminuer ses opérations et à fermer ses filiales marines. Arctic Enterprises fait banqueroute en 1981 et ferme en 1982. En 1984, une nouvelle compagnie formée des ex-employés de Arctic Enterprises rachète les équipements et la ligne de motoneiges Arctic Cat pour former la compagnie Arctco. Cette dernière est renommée Arctic Cat en 1996. En 2003, la vente des Quads surpasse celle des motoneiges à cause des conditions météorologiques douces depuis plusieurs années.
En 2017 la société est rachetée par Textron et le titre est retiré de cotation. Les modèles de véhicules tout-terrain et côte à côte de marque Arctic Cat sont alors abandonnés ou renommés Textron, tandis que les modèles de motoneige conserve la marque Arctic Cat. Au début de 2019, la société a annoncé que la marque Arctic Cat reviendrait pour ses VTT, à compter de l'année modèle 2020.

## Motoneiges

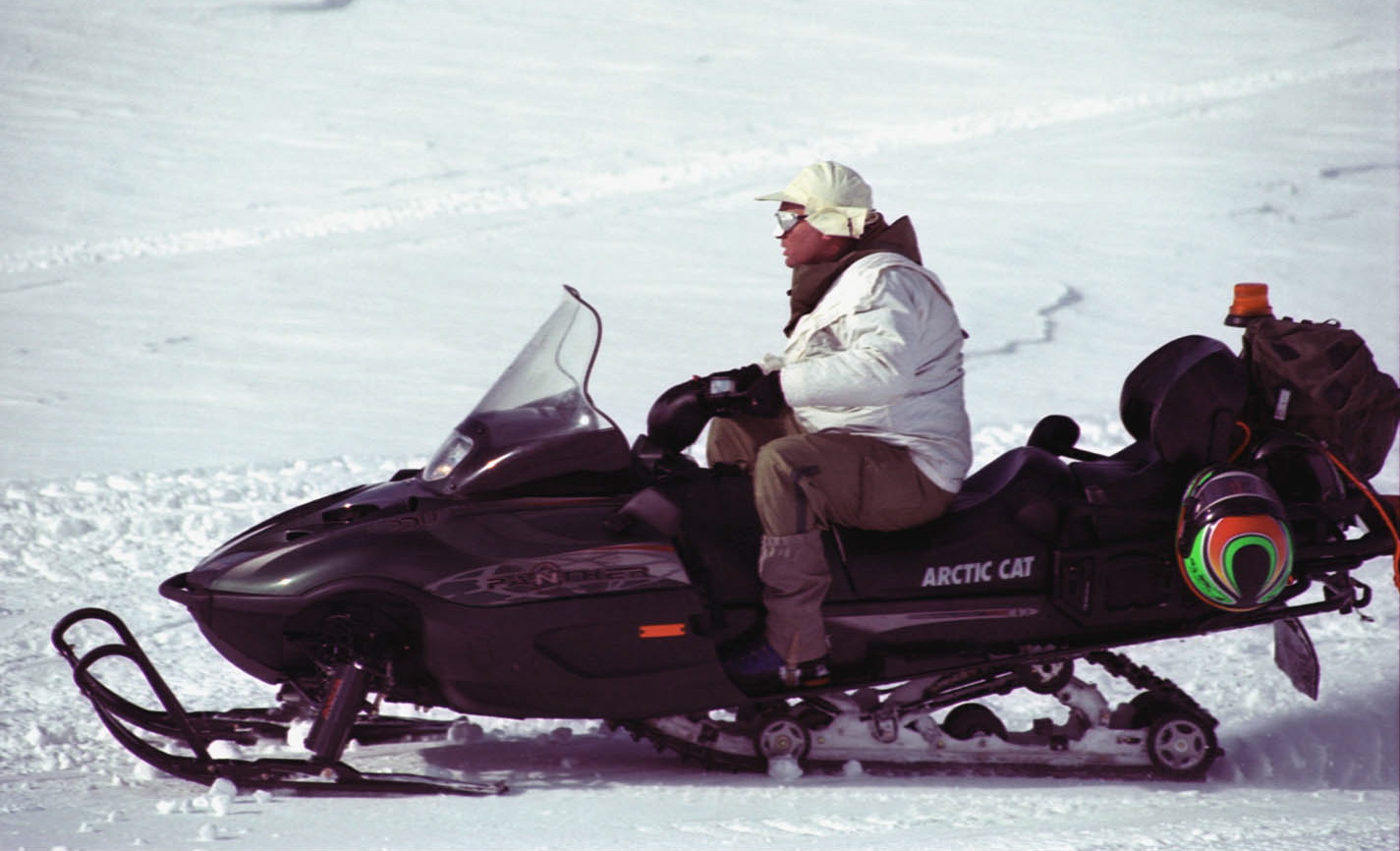
Moto-neige Arctic Cat en Israël.

Arctic Cat fabrique la série de motoneiges ZR (440, 500, 600, 700, 800 et 900) pour laquelle elle est bien connue. Elle participe aux courses en produisant le Thundercat qui est dans les années 1990 la plus puissante machine en course sur ovale. Plus récemment, les séries ZR et ZL ont été remplacées par les FireCat et le SaberCat à moteur à plat. La marque produit maintenant des motoneiges avec des moteurs quatre-temps qui peuvent atteindre jusqu'à 1 100 cm³. Voici les modèles actuels :
- F 120 (jeune)
- F 570
- F5 EFI
- F5 EFI LXR
- F5 Sno Pro
- F6 EFI
- F6 EFI LXR
- F6 EFI Sno Pro
- F7 EFI
- F7 Sno Pro
- F8 EFI
- F8 EFI LXR
- F8 EFI Sno Pro
- F8 EFI Sno Pro Tony Stewart
- F1000 EFI
- F1000 EFI LXR
- F1000 EFI Sno Pro
- Jaguar Z1
- CrossFire 5
- CrossFire 6
- CrossFire 8
- CrossFire 8 Sno Pro
- CrossFire 1000
- CrossFire 1000 Sno Pro
- Panther 370
- Panther 660 Touring
- Bearcat 570
- Bearcat 660 WideTrack
- Bearcat 660 Turbo WideTrack Turbo
- Bearcat 660 Turbo WideTrack Turbo Articulating Rail
- T 570
- T 500
- TZ1 1100 LXR
- Z1 1100 turbo
- M6 EFI 141
- M6 EFI 153
- M8 EFI 141
- M8 EFI 153
- M8 EFI 153 Sno Pro
- M8 EFI 162
- M1000 EFI 153
- M1000 EFI 153 Sno Pro
- M1000 EFI 162
- M1000 EFI 162 Sno Pro
- Z 370
- Z 570

## Quad

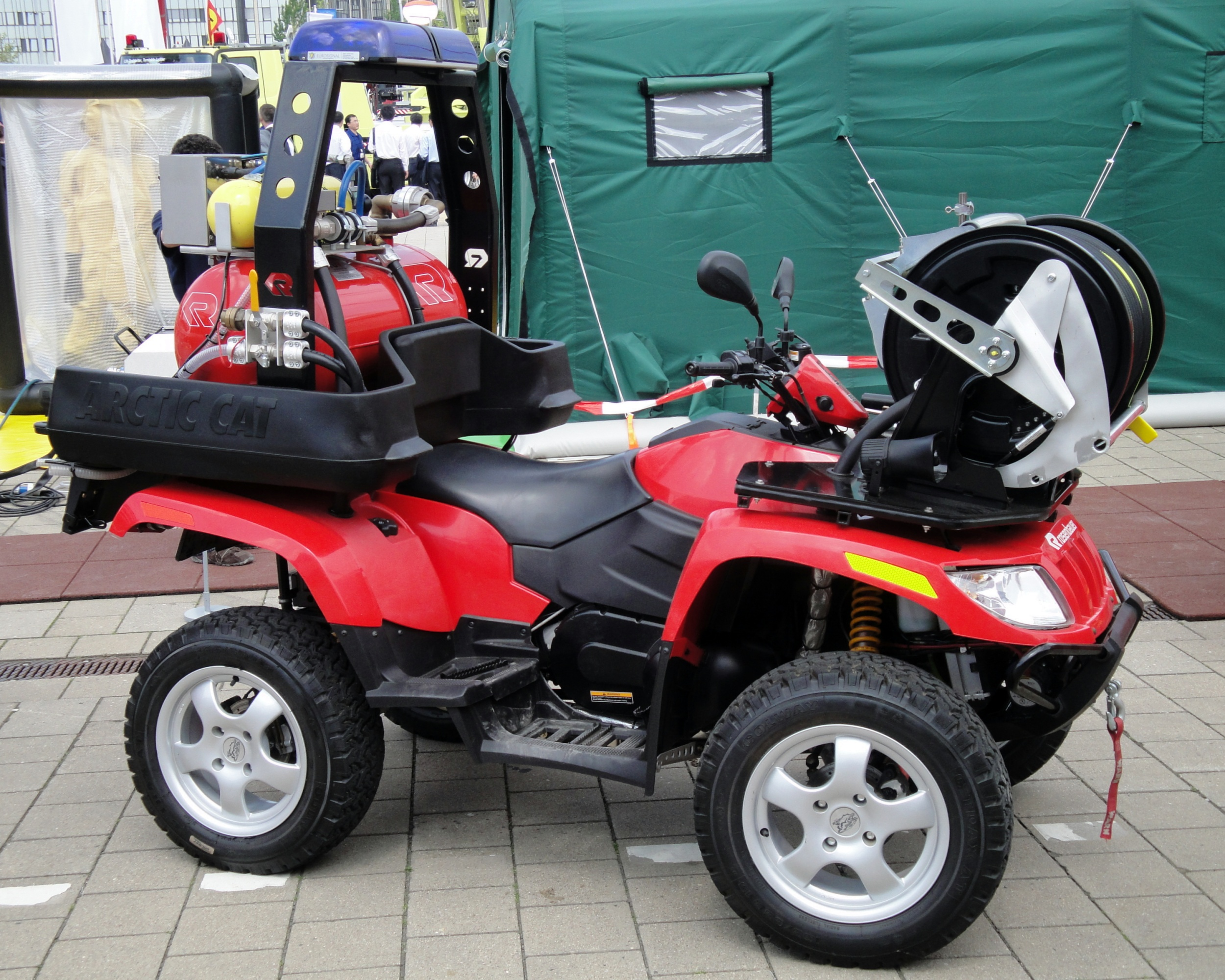
Arctic Cat 500 4x4 (Rosenbauer)

Arctic Cat fabrique des Quad de 90 cm3 à  1 000 cm3 à quatre temps. Les moteurs sont fabriqués par Arctic cat Elle utilise également des moteurs Diesel de Lombardini.
Voici les modèles actuels :
- C90 2x4(jeune)
- 90 DVX 2x4(jeune)
- 250 2x4
- 250 DVX(sport automatic)
- 300 dvx automatic
- 400 4x4 Automatic
- 400 4x4 Automatic LE
- 400 4x4
- 400 4x4 Automatic TRV Plus
- 400 DVX 2x4(sport)
- 400 DVX LE Tony Stewart(sport)
- 450 4x4
- 500 4x4 Automatic
- 500 4x4
- TRV 550 H1 EFI  4x4 Automatic
- 700 EFI 4x4 Automatic
- 700 H1 EFI 4x4 Automatic LE (nouveau 2008)
- 700 4x4 Diesel Automatic
- 650 H1 4x4 Automatic
- 650 H1 4x4 Automatic LE
- 650 H1 4x4 Automatic TBX
- 650 H1 4x4 Automatic TRV Plus
- 650 H1 4x4 Automatic TRV Plus LE
- 1000 Thunder cat atv (nouveau 2008)
- Prowler 650 H1
- Prowler 650 H1 XT
- Wildcat 1000i HO 4x4 automatic